# Funmilayo Ransome-Kuti
Hövding Funmilayo Ransome-Kuti, född Frances Abigail Olufunmilayo Thomas den 25 oktober 1900 i Abeokuta i Nigeria, död 13 april 1978 i Lagos, även känd som Funmilayo Anikulapo-Kuti, var en nigeriansk utbildare, suffragist och kvinnorättsaktivist. Hon var också mor till grundaren av musikgenren afrobeat Fela Kuti, läkaren och aktivisten Beko Ransome-Kuti och hälsominister Olikoye Ransome-Kuti.
Ransome-Kuti föddes i Abeokuta i delstaten Ogun, och var den första kvinnliga studenten som gick på Abeokuta Grammar School. Som ung vuxen arbetade hon som lärare, organiserade några av de första förskoleklasserna i landet och ordnade läs- och skrivkurser för kvinnor med lägre inkomster. Under 1940-talet bildade Ransome-Kuti Abeokuta Women's Union där hon förespråkade kvinnors rättigheter och krävde bättre representation av kvinnor i lokala styrande organ och ett slut på orättvisa skatter för marknadskvinnor. Hon beskrevs av media som "lejoninnan av Lisabi"  och ledde marscher och protester med 10 000 kvinnor, vilket tvingade den regerande Yorubeledaren Alake att tillfälligt abdikera 1949. När Ransome-Kutis politiska inflytande växte, deltog hon i nigerianska självständighetsrörelsen och diskuterade med utländska delegationer om föreslagna nationella konstitutioner. I spetsen för skapandet av Nigerian Women's Union och Federation of Nigerian Women's Societies, förespråkade hon nigerianska kvinnors rätt att rösta och blev en känd medlem av internationella freds- och kvinnorättsrörelser. Ransome-Kuti fick Lenins fredspris och belönades med medlemskap i Nigerorden för sitt arbete. Under sina senare år stöttade hon sina söners kritik av Nigerias militära regeringar. Hon dog vid 77 års ålder efter att ha skadats i en militär räd mot familjens egendom.